# Elmer Jacob Reese
Elmer Jacob Reese (Uniontown, 24 maggio 1919 – Houston, 15 ottobre 2010) è stato un astronomo e astrofilo statunitense.
Elmer Jacob Reese è stato un astrofilo che senza laurearsi è divenuto un astronomo, uno dei migliori del campo degli studi delle atmosfere planetarie. Si occupò principalmente dello studio dell'atmosfera di Giove ma studiò anche quelle di Saturno e di Venere. Reese studiò l'atmosfera gioviana e la sua meteorologia per molti anni seguendo l'evoluzione della Grande Macchia Rossa, della Macchia Ovale Bianca e di altre formazioni.
Si sposò nel 1974 con Margaret S. Hedges. Reese ha scritto numerosi articoli per riviste d'Astronomia amatoriale come Journal of the British Astronomical Association e Sky & Telescope o professionali come Icarus e Planetary and Space Science.

## Attività e carriera
Reese iniziò la sua attività osservativa da giovane costruendosi un telescopio riflettore con uno specchio di 15 cm di diametro. Nel gennaio 1941, a meno di 22 anni, fu uno dei coscopritori della cometa non periodica C/1941 B1 Friend-Reese-Honda. Dopo l'interruzione dovuta alla chiamata alle armi a causa della Seconda guerra mondiale, riprese le sue osservazioni cominciando a diventare conosciuto nell'ambiente dell'astronomia amatoriale in America e all'Estero. Nel 1947 entrò a far parte della British Astronomical Association (BAA) e fu uno dei fondatori dell'Association of Lunar and Planetary Observers (ALPO): dal 1947 al 1963 fornì osservazioni su Giove alle due associazioni. Nel 1963 Reese entrò a far parte del gruppo di ricerca sui pianeti del Dipartimento di Astronomia dell'NMSU a Las Cruces: questo gruppo partecipò alla progettazione e all'analisi dei dati ricevuti dai programmi spaziali Viking e Voyager; Reese continuò la sua collaborazione con questo gruppo di ricerca fino al momento del suo pensionamento nel 1977 quando andò a vivere a Longview (Texas), riprendendo ad osservare il cielo con un piccolo telescopio amatoriale.

## Principali risultati scientifici
I principali risultati scientifici ottenuti da Reese sono:
- la coscoperta della cometa C/1941 B1 Friend-Reese-Honda[4].

- la conferma della rotazione retrograda con periodo di 4 giorni di Venere[5].

- la scoperta della natura vorticosa della Grande Macchia Rossa di Giove. Questa scoperta è stata rivendicata dalla NASA nel 1973 come risultato delle osservazioni compiute dalla sonda Pioneer 10; in effetti Reese aveva pubblicato la stessa scoperta nel 1968[6][7][8]: a volte nella Scienza è difficile definire la priorità di una scoperta in quanto avvengono piccole scoperte e progressi in continuo, spesso contemporanei e anche all'insaputa reciproca dei vari ricercatori o team, pertanto è possibile che la vera e propria scoperta debba essere attribuita alle osservazioni del Pioneer 10, ma è sicuro che Reese ha pubblicato articoli sulla vorticosità e la natura ciclonica della Grande Macchia Rossa di Giove anni prima delle osservazioni effettuate dal Pioneer 10 nel 1973.

## Riconoscimenti
Nel 1942 gli fu assegnata la 182° medaglia Donohoe. Nel 1995 ha ricevuto il Walter H. Haas Observer's Award. Nel 2000 gli è stato dedicato un asteroide, 8377 Elmerreese.